# Anastasiya Kozhenkova
Anastasiia Kozhenkova (en ukrainien : Анастасія Коженкова ; en français : Anastassia Kojenkova) est une rameuse ukrainienne, née le 19 janvier 1986 à Kovel.

## Biographie
Aux Jeux olympiques d'été de 2012 à Londres, elle obtient avec Natalia Dovgodko, Kateryna Tarasenko et Yana Dementieva la médaille d'or de quatre de couple.

## Palmarès

### Jeux olympiques
- Jeux olympiques d'été de 2012 à Londres,  Royaume-Uni
  -  Médaille d'or en quatre de couple

### Championnats du monde
- Championnats du monde 2010 à Hamilton,  Nouvelle-Zélande
  -  Médaille d'argent en quatre de couple
- Championnats du monde 2009 à Poznań,  Pologne
  -  Médaille d'or en quatre de couple

### Championnats d'Europe
- Championnats d'Europe 2018 à Glasgow,  Royaume-Uni
  -  Médaille d'argent en quatre de couple
- Championnats d'Europe 2010 à Montemor-o-Velho,  Portugal
  -  Médaille d'or en quatre de couple
- Championnats d'Europe 2009 à Brest,  Biélorussie
  -  Médaille d'or en quatre de couple